# FAH
FAH (англ. Fumarylacetoacetate hydrolase) – білок, який кодується однойменним геном, розташованим у людей на короткому плечі 15-ї хромосоми. Довжина поліпептидного ланцюга білка становить 419 амінокислот, а молекулярна маса — 46 374.
| 10         |  | 20         |  | 30         |  | 40         |  | 50         |
| ---------- |  | ---------- |  | ---------- |  | ---------- |  | ---------- |
| MSFIPVAEDS |  | DFPIHNLPYG |  | VFSTRGDPRP |  | RIGVAIGDQI |  | LDLSIIKHLF |
| TGPVLSKHQD |  | VFNQPTLNSF |  | MGLGQAAWKE |  | ARVFLQNLLS |  | VSQARLRDDT |
| ELRKCAFISQ |  | ASATMHLPAT |  | IGDYTDFYSS |  | RQHATNVGIM |  | FRDKENALMP |
| NWLHLPVGYH |  | GRASSVVVSG |  | TPIRRPMGQM |  | KPDDSKPPVY |  | GACKLLDMEL |
| EMAFFVGPGN |  | RLGEPIPISK |  | AHEHIFGMVL |  | MNDWSARDIQ |  | KWEYVPLGPF |
| LGKSFGTTVS |  | PWVVPMDALM |  | PFAVPNPKQD |  | PRPLPYLCHD |  | EPYTFDINLS |
| VNLKGEGMSQ |  | AATICKSNFK |  | YMYWTMLQQL |  | THHSVNGCNL |  | RPGDLLASGT |
| ISGPEPENFG |  | SMLELSWKGT |  | KPIDLGNGQT |  | RKFLLDGDEV |  | IITGYCQGDG |
| YRIGFGQCAG |  | KVLPALLPS  |  |            |  |            |  |            |

A: Аланін

C: Цистеїн

D: Аспарагінова кислота

E: Глутамінова кислота

F: Фенілаланін

G: Гліцин

H: Гістидин

I: Ізолейцин

K: Лізин

L: Лейцин

M: Метіонін

N: Аспарагін

P: Пролін

Q: Глутамін

R: Аргінін

S: Серин

T: Треонін

V: Валін

W: Триптофан

Кодований геном білок за функціями належить до гідролаз, фосфопротеїнів. 
Задіяний у таких біологічних процесах, як ацетилювання, альтернативний сплайсинг. 
Білок має сайт для зв'язування з іонами металів, іоном кальцію, іоном магнію. 